# IBSヒットランキング
IBSヒットランキングは、茨城放送における、音楽ランキング番組のことを指す（ラジオ番組）。

2部制となっており、前半の第1部は主に邦楽のチャートを扱い、後半の第2部は洋楽のチャートを扱っていた。
このIBSヒットランキングは1981年から放送され、長らく日曜の午後に放送していた。しかし、1998年春の改編で日曜日午後にワイド番組「遠藤理のボン・ディマンシュ」が放送されることになり、ヒットランキング枠は深夜枠へ移動。それまでの2時間枠から1時間半枠へと短縮された。
そして2004年秋の改編で更に枠が短縮され、前半、後半共に30分番組となり、1時間枠になった。
日曜昼時代はポップランドのみ日立がスポンサーに付いていたため、高校野球中継で休止になることは無く、当日もしくは後日の夜に代替放送された。日曜夜時代は選挙特番などの影響でどちらか一方または両番組とも休止されたこともあった。

## 歌謡Express
1988年春改編より1996年3月24日まで毎週日曜13:00～14:00に放送された邦楽ランキング番組である。阿部重典が長らく担当したが一時期有沢義之がパーソナリティだったこともある。それ以前は「歌謡カプセル」（1981年～1988年）というタイトルで相川由春、後に遠藤理（当時、後述のポップランドと兼任）、末期は阿部が担当した。
主にオリコンシングルチャートと県内有名レコード店の売上を元に独自のランキングを形成。10位～4位までの曲を紹介した後、リスナーからの投書を紹介するコーナーをはさみ、トップ3のランキングへと移る。なお、読まれたハガキの中から毎週1名にレコード券（カプセル時代はリスナーが希望するEPレコードが3名に、サンスパ以降は音楽ギフト券）が贈られた。ただし、投書の数が少ない週のときは、該当者なしという回もあった。
相川時代、オリコンで最高2位だったザ・ぼんちの「恋のぼんちシート」がこの番組のチャートで1位になったことがある。
また一時期、日曜日の夜（ナイター編成時は火曜夜）19時台に再放送枠もあり、他県からの投稿もあった。（一部は編集されている）
| 茨城放送 日曜13:00枠 | 茨城放送 日曜13:00枠                 | 茨城放送 日曜13:00枠  |
| 前番組               | 番組名                               | 次番組                |
| -------------------- | ------------------------------------ | --------------------- |
| 歌謡カプセル         | IBSヒットランキング第1部 歌謡Express | Sunday Super Carnival |

## Sunday　Super　Carnival
1996年4月7日から2006年4月2日まで放送された邦楽ランキング番組である。それまで放送されていた歌謡Expressをリニューアルした形となっているが、番組内容は前番組とほとんど変わっていない。パーソナリティも阿部のままである。タイトルコールは「SA project Sunday～」。S.A.は阿部のイニシャル。当時のヒットメーカーTKにあやかったものであった。
なお、当初は歌謡Expressと同様、日曜13:00～14:00の放送であったが、1998年4月より日曜23:00～23:45に時間が変更されている。更に、2004年10月からは日曜22:30～23:00に変更された。
2005年春編成中に限りKDDI・au水戸支店がスポンサーとなった。2005年秋改編よりauのスポンサードは同じ阿部担当の阿部重典のアットマーク内、auアップデートに移動している。
| 茨城放送 日曜13:00枠                                                            | 茨城放送 日曜13:00枠                                                            | 茨城放送 日曜13:00枠                                                                      |
| 前番組                                                                          | 番組名                                                                          | 次番組                                                                                    |
| ------------------------------------------------------------------------------- | ------------------------------------------------------------------------------- | ----------------------------------------------------------------------------------------- |
| 歌謡Express                                                                     | IBSヒットランキング第1部 Sunday Super Carnival （1996年4月14日 - 1998年4月5日） | 遠藤理のボン・ディマンシュ （13:00 - 17:00）                                              |
| 茨城放送 日曜23:00枠                                                            |                                                                                 |                                                                                           |
| 音楽マルチメディア ※23:00 - 23:30                                               | IBSヒットランキング第1部 Sunday Super Carnival （1998年4月～2004年10月）        | ポップランド （23:00 - 23:30） Heavy Metal Syndicate （土曜24:00から移動。23:30 - 24:30） |
| 茨城放送 日曜22:30枠                                                            |                                                                                 |                                                                                           |
| 22:30-お誕生日おめでとう 22:45-増田太郎ミュージックシュタイン 22:55-IBSニュース | IBSヒットランキング第1部 Sunday Super Carnival （2004年10月～2006年4月）        | どーんとこい!あなた任せデス!                                                              |

## ポップランド
2006年4月2日まで放送された洋楽ランキング番組である。この番組も1998年までは日曜14:00～15:00に放送され、同年春から日曜23:45～24:30に、そして2004年10月から日曜23:00～23:30に時間が変更された。
ランキング形式はオリコン洋楽チャート、レディオアクション、リクエストチャートなど5つの部門からポイントを計算し、番組独自のランキングを形成している。
日曜昼時代は遠藤が担当。夜に移動してから最終回までは高木圭二郎が担当していた。遠藤の前は山内よし枝だった。
| 茨城放送 日曜14:00枠                   | 茨城放送 日曜14:00枠                                            | 茨城放送 日曜14:00枠                                      |
| 前番組                                 | 番組名                                                          | 次番組                                                    |
| -------------------------------------- | --------------------------------------------------------------- | --------------------------------------------------------- |
| ?                                      | IBSヒットランキング第2部 ポップランド （1998年4月まで）         | 遠藤理のボン・ディマンシュ （13:00～17:00）               |
| 茨城放送 日曜23:45枠                   |                                                                 |                                                           |
| その気になるラジオ ※23:30 - 24:00      | IBSヒットランキング第2部 ポップランド （1998年4月～2004年10月） | Heavy Metal Syndicate （土曜24:00から移動。23:30～24:30） |
| 茨城放送 日曜23:00枠                   |                                                                 |                                                           |
| Sunday Super Carnival （23:00～23:45） | IBSヒットランキング第2部 ポップランド （2004年10月～2006年4月） | 増田太郎ミュージックシュタイン                            |

## 日曜午後ワイド番組に内包
ワイド番組の編成上の理由により2006年4月2日の放送をもって、単独番組での放送に幕を降ろした。2006年以降は番組を日曜午後ワイドに移行し、｢Rhyming Flow Market｣のランキングコーナーでの放送となった。